# Medalla por el Trabajo Valiente en la Gran Guerra Patria 1941-1945

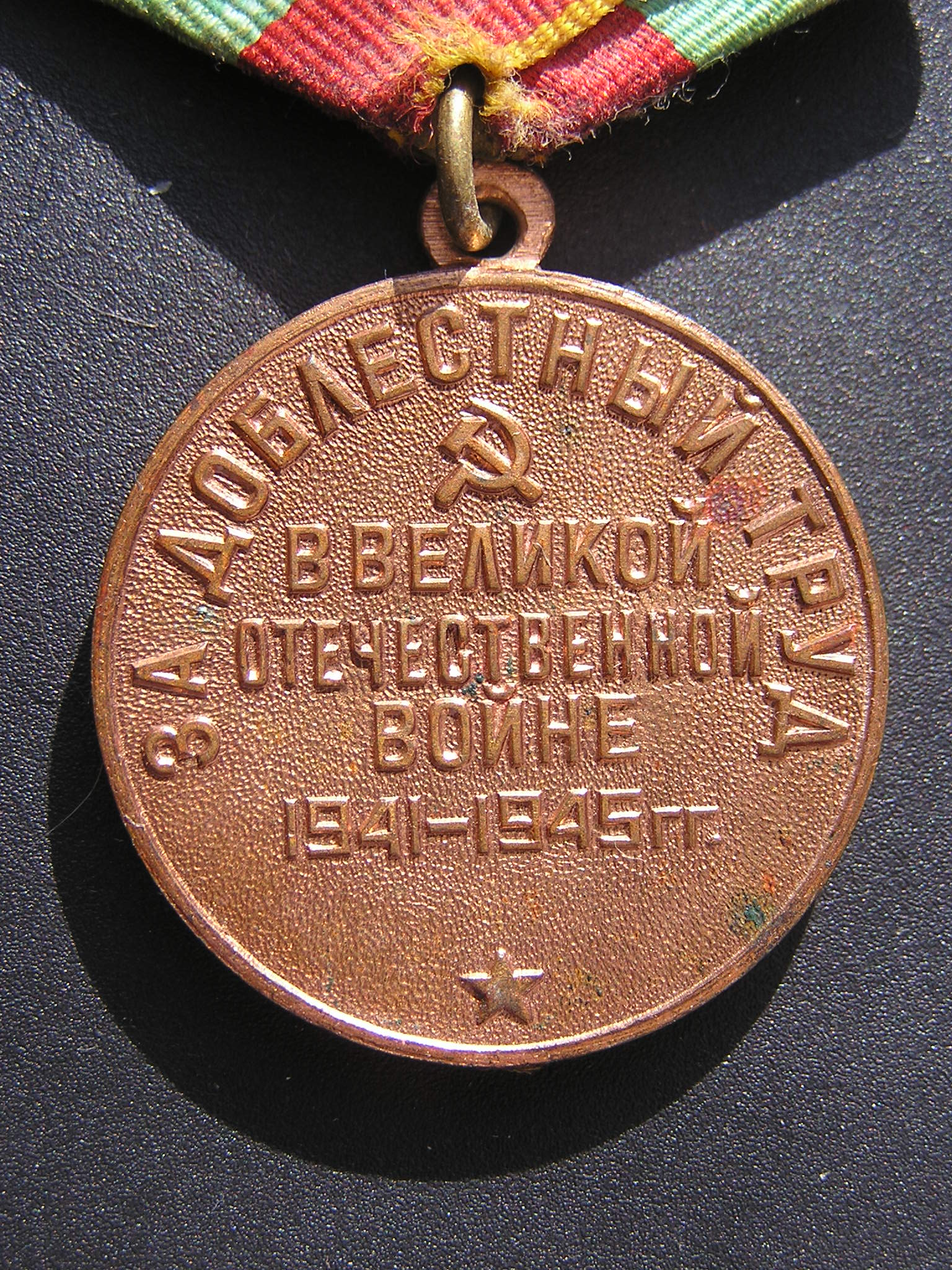
Reverso de la Medalla

La Medalla por el Trabajo Valiente en la Gran Guerra Patria 1941-1945 (en ruso: медаль «За доблестный труд в Великой Отечественной войне 1941-1945 гг»), es una condecoración soviética al trabajo civil durante la Segunda Guerra Mundial, establecida el 6 de junio de 1945 por decreto del Presídium del Sóviet Supremo de la URSS, para reconocer el trabajo valiente y desinteresado de los ciudadanos soviéticos en la victoria de la Unión Soviética sobre la Alemania nazi en la Gran Guerra Patria. Su estatuto fue posteriormente enmendado por decreto del Presídium del Sóviet Supremo de la URSS el 18 de julio de 1980.

## Estatuto
Establecida un mes después de la Medalla por la Victoria sobre Alemania en la Gran Guerra Patria 1941-1945, la medalla por el trabajo valiente en la Gran Guerra Patria 1941-1945, estaba destinado a los trabajadores. El patrón en el anverso de ambas medallas era idéntico, solo el reverso y el color de la cinta en esta última eran diferentes
Hasta el 1 de enero de 1987, la medalla se entregó a unas 16 100 000 personas. Los autores del dibujo de la medalla son los artistas I.K Andrianov y E.M Romanov.
El estatuto por el que fue aprobada la concesión de la medalla, estipulaba que esta se otorgaría por trabajo en tiempo de guerra durante al menos un año desde junio de 1941 hasta mayo de 1945 o seis meses en el caso de trabajadores discapacitados, trabajadores jóvenes graduados de escuelas vocacionales, inválidos de guerra que regresaran al trabajo, mujeres liberadas del trabajo por estado civil, Aː
- Trabajadores, técnicos y empleados de la industria y el transporte;
- Agricultores y especialistas agrícolas;
- Trabajadores de la ciencia, la tecnología, las artes y la literatura;
- Empleados del partido, sindicato y otras organizaciones cívicas soviéticas.

La entrega de la medalla a los agricultores colectivos se realizó con la condición de que superaran las jornadas mínimas establecidas en la finca colectiva y observaran la disciplina laboral.
Los jubilados que regresaron a trabajar durante la Gran Guerra Patria recibieron la medalla incluso si trabajaron menos de seis meses. 
Los comités ejecutivos de los soviets de ciudades y distritos eran los organismos encargados de realizar la entrega de la medalla sobre la base de documentos emitidos por los jefes de empresas, instituciones, partidos, gobiernos, sindicatos y otras organizaciones cívicas. 
La revisión y aprobación de las listas presentadas para la concesión de la medalla corría a cargo de:
- Para los trabajadores de las empresas industriales, el transporte y las granjas: los comisarios populares de la Unión y los comisarios populares republicanos pertinentes;
- Para los trabajadores de granjas colectivas, cooperativas y del partido de los trabajadores, organizaciones soviéticas, sindicales y otras organizaciones públicas: el presidente del Presídium de los Sóviets Supremos de la Unión (no divididos en regiones) y las repúblicas autónomas, los presidentes del ejecutivo comités de soviets regionales y territoriales;
- Para los trabajadores de la ciencia, la tecnología, las artes y la literatura: los presidentes de los comités dependientes del Consejo de Comisarios del Pueblo y los jefes de los departamentos del sindicato del PCUS y de las repúblicas autónomas, y el presidente del Presidium de la Unión de Escritores Soviéticos.

La Medalla se otorgaba en nombre del Presídium del Sóviet Supremo por los comités ejecutivos de los soviets regionales, distritales y urbanos en el área de residencia del destinatario.
La medalla se lleva en el lado izquierdo del pecho y, en presencia de otras condecoraciones de la URSS, se coloca después de la Medalla por la Liberación de Praga. Si se usa en presencia de órdenes o medallas de la Federación de Rusia, estas últimas tienen prioridad.

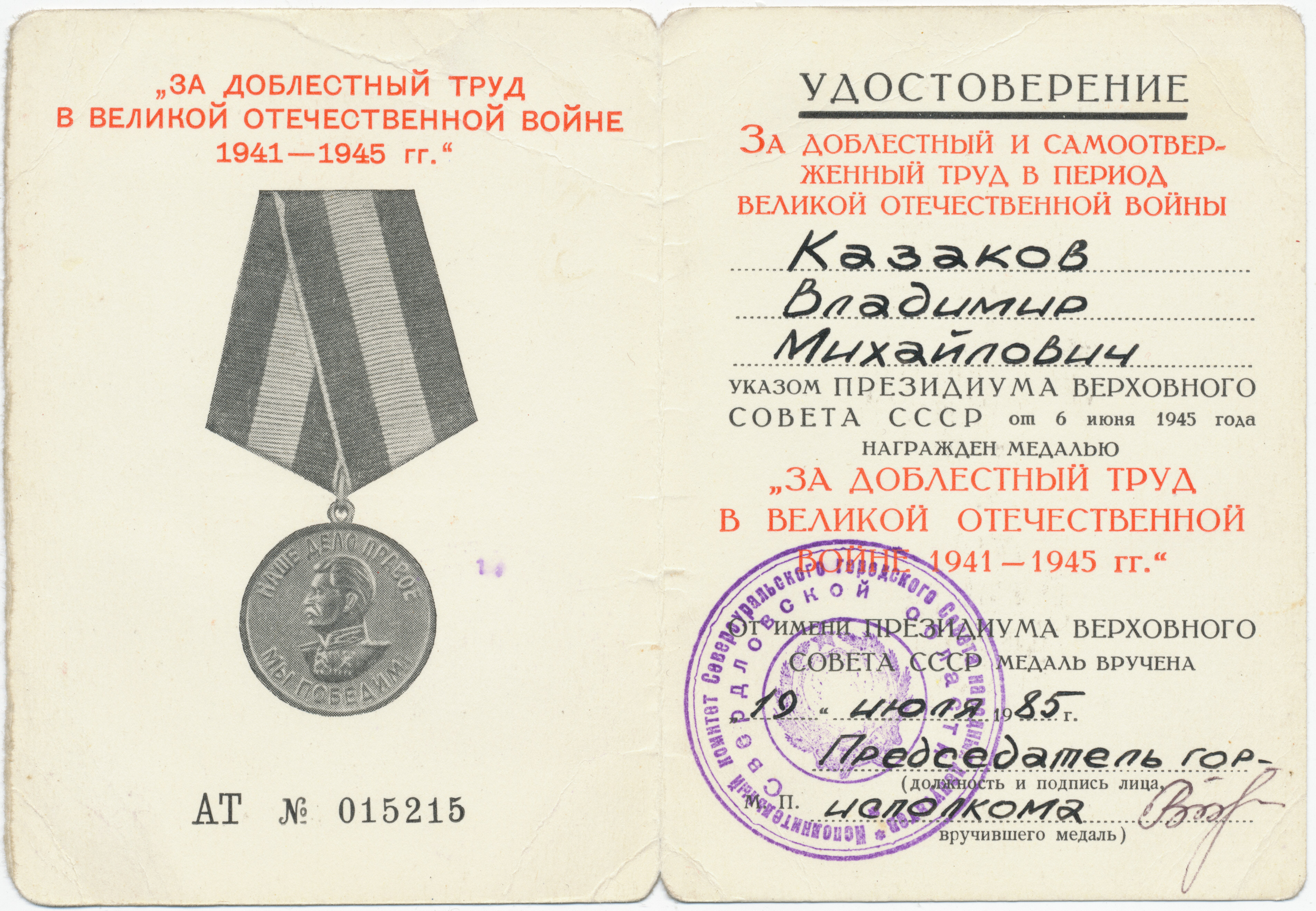
Certificado de concesión de la medalla

Cada medalla venía con un certificado de premio, este certificado se presentaba en forma de un pequeño folleto de cartón de 8 cm por 11 cm con el nombre del premio, los datos del destinatario y un sello oficial y una firma en el interior. Por el decreto del 5 de febrero de 1951 del Presídium del Sóviet Supremo de la Unión Soviética, se estableció que la medalla y su certificado quedarían en manos de la familia tras la muerte del beneficiario.

## Descripción de la medalla

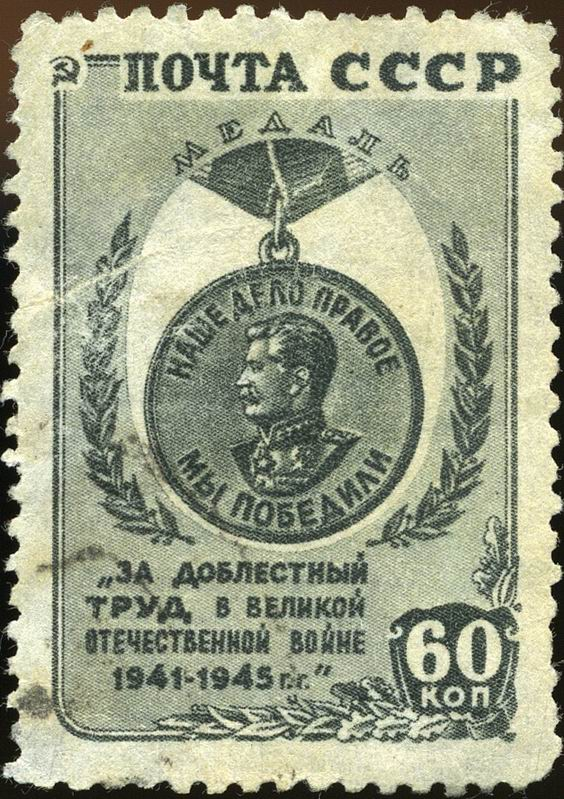
Sello postal de la Unión Soviética de 1946 con la imagen de la medalla.

Es una medalla circular de cobre de 32 mm de diámetro con un borde elevado en ambos lados. 
En el anverso, se encuentra el busto de perfil izquierdo de Iósif Stalin con el uniforme de mariscal de la Unión Soviética, a lo largo de la circunferencia superior de la medalla, la inscripción en relieve «NUESTRA CAUSA ES JUSTA» (en ruso: НАШЕ ДЕЛО ПРАВОЕ), en la parte inferior circunferencia de la medalla, la inscripción en relieve «HEMOS GANADO» (en ruso: «МЫ ПОБЕДИЛИ»).
En el reverso a lo largo de la circunferencia superior de la medalla, la inscripción en relieve «POR EL TRABAJO VALIENTE» (en ruso: «ЗА ДОБЛЕСТНЫЙ ТРУД»), en el centro, bajo una hoz y un martillo en relieve, la inscripción en cuatro líneas «LA GRAN GUERRA PATRIÓTICA 1941-1945» (en ruso: « В ВЕЛИКОЙ ОТЕЧЕСТВЕННОЙ ВОЙНЕ 1941-1945 ГГ»). En la parte inferior, una pequeña estrella en relieve de cinco puntas.
La medalla está conectada con un ojal y un anillo a un bloque pentagonal cubierto con una cinta de muaré de seda roja de 24 mm de ancho. En el medio de la cinta hay una tira verde de 7 mm de ancho. Los bordes de la cinta están bordeados por estrechas franjas amarillas.